# Wubbo Ockels
Wubbo Ockels (Almelo, 28 marzo 1946 – Amsterdam, 18 maggio 2014) è stato un fisico e astronauta olandese.
Nel 1985 ha partecipato alla missione STS-61-A dello Space Shuttle Challenger. Ockels è stato il primo cittadino dei Paesi Bassi ad andare nello spazio, ma non il primo astronauta nato nei Paesi Bassi, essendo stato preceduto da Lodewijk van den Berg, olandese naturalizzato statunitense.